# Тодор Танев (учител)
Вижте пояснителната страница за други личности с името Танев.
Тодор К. Танев е български просветен деец от Македония.

## Биография
Роден е в 1855 година във Велес, Османската империя. Образованието си получава в Загреб и в Пловдивската гимназия през 1875 – 1876 година.
След като завършва, работи като учител в продължение на 35 години в разни краища на Македония и Княжество България. Учителства във Велес през 1876 - 1878 година, в София до 1879 година, в 1880/1881 година българското училище в Битоля прераства в четирикласно с учители Григор Пърличев, Димитър Узунов, Тодор Танев и Пантелей Баджов. В Солун преподава между 1882 и 1883 година.
В България е подначалник в Министерството на народното просвещение, а в Цариград 4 години е секретар на училищния отдел при Българската екзархия. Към 1900 година е директор на българската екзархийска гимназия в Одрин.
Работи като учител по български език в българската гимназия в Солун. В учебната 1902/1903 и от 1904 до 1910 година преподава в Солунската българска девическа гимназия. За кратко е и управител на гимназията.
Делегат е от Кукуш и от Солун на Първия общ събор на Българската матица в Солун от 20 до 22 април 1910 година и е избран за негов председател.
Танев е автор на учебни помагала и педагогически съчинения, които дълго се ползват от учителите.
Участва в обединителния конгрес на Македонската федеративна организация и Съюза на македонските емигрантски организации от януари 1923 година.